# Juniperus coxii
Juniperus coxii là một loài thực vật hạt trần trong họ Cupressaceae. Loài này được A.B.Jacks. mô tả khoa học đầu tiên năm 1932.